# Mittelrussische Platte
Die Mittelrussische Platte (auch: Mittelrussischer Landrücken) ist ein bis 287 m hohes Plateau im europäischen Teil von Russland sowie im nördlichen Osten der Ukraine. 
Die Mittelrussische Platte ist als weitausgedehntes Plateau ein großer Teil der großen Osteuropäischen Ebene. Sie erstreckt sich über etwa 480.000 Quadratkilometer vom Fluss Oka bis zum Fluss Donez. Das Hochland erstreckt sich über mehrere Regionen der Ukraine und des europäischen Teils der Russischen Föderation. Als nördliche und nordwestliche Grenzen gelten der Fluss Oka und eine imaginäre Linie Kaluga-Rjasan. Nach Südosten in Richtung des Flusses Donez geht das Hochland in das Donez-Tiefland über. Im Osten wird seine natürliche Grenze durch das Oka-Don-Tiefland und im Westen durch das Dnjepr-Tiefland definiert. Der größte Teil des Hochlandes liegt innerhalb der Grenzen Russlands, daher der Name. 
Die Mittelrussische Platte zieht sich südwestlich von Moskau von den Smolensker Höhen, in die sie im Norden nahtlos übergeht, direkt westlich entlang des Don in leicht südöstliche Richtung bis zum Sewerski Donez bzw. bis knapp vor den großen Zimljansker Stausee. Im Südwesten geht sie in das Dneprtiefland über. 
Das mittelgebirgsartige Landschaftsbild der Mittelrussischen Platte ist gekennzeichnet durch hügelige und bergige Bereiche, in die sich bis zu 150 m tiefe Flusstäler eingegraben haben.
Innerhalb der Mittelrussischen Platte entspringen unter anderem diese Flüsse: Don, Sewerski Donez, Oka, Oskol, Psel und Seim; an der nördlichen Nahtstelle zu den obig erwähnten Smolensker Höhen entspringt die Ugra. Die größten Städte sind: Kaluga, Tula, Nowomoskowsk, Brjansk, Orjol, Kursk und Belgorod.